# Bandycka jazda
Bandycka jazda – singel polskiej influencerki, Fagaty, który został wydany 15 grudnia 2023.
Nagranie otrzymało w Polsce status platynowej płyty 17 lipca 2024.
Singel zdobył prawie 9 milionów wyświetleń w serwisie YouTube (lipiec 2024) oraz prawie 11 milionów odsłuchań w serwisie Spotify (lipiec 2024).

## Nagrywanie
Utwór został wyprodukowany przez Syra. Za mix/mastering i realizację utworu odpowiada również Syru. Tekst do utworu został napisany przez Piotra Syrówkę i Agatę Fąk.

## Twórcy
- Agata „Fagata” Fąk – wokal, tekst
- Piotr „Syru” Syrówka – tekst, kompozycja, produkcja

## Certyfikaty i sprzedaż
| Państwo       | Certyfikat      | Sprzedaż | Data przyznania |
| ------------- | --------------- | -------- | --------------- |
| Polska (ZPAV) | platynowa płyta | 50 000+  | 17 lipca 2024   |
| Polska (ZPAV) | złota płyta     | 25 000+  | 8 maja 2024     |

## Najwyższa pozycja na listach

### Pozycje na tygodniowych listach
| Kraj   | Lista                    | Pozycja |
| ------ | ------------------------ | ------- |
| Polska | OLiS – single w streamie | 33      |
| Polska | Spotify: Top Songs       | 30      |
| Polska | YouTube: Top 100         | 26      |

### Pozycje na dziennych listach
| Kraj   | Lista                    | Pozycja |
| ------ | ------------------------ | ------- |
| Polska | Radio Afera              | 110     |
| Polska | Spotify: Viral Songs     | 26      |
| Polska | Apple Music: All Genres  | 61      |
| Polska | Apple Music: Hip-Hop/Rap | 22      |
| Polska | Deezer: Top Poland       | 71      |
| Polska | iTunes: All Genres       | 1       |
| Polska | iTunes: Hip-Hop/Rap      | 1       |
| Polska | Shazam: Top 200          | 173     |

### Pozycje na listach półrocznych
| Kraj   | Lista                    | Pozycja |
| ------ | ------------------------ | ------- |
| Polska | OLiS – single w streamie | 87      |